# يوكو ياماناكا
يوكو ياماناكا (باليابانية: 山中瑶子) مخرجة أفلام يابانية. ولدت يوم 1 مارس 1997 في محافظة ناغانو.

## مسيرتها
بعد ستة أشهر فقط من تخرجها من المرحلة الثانوية، وفي سن التاسعة عشرة، بدأت يوكو كتابة سيناريو فيلمها الأول. وفي سن العشرين، عام 2017 قدمت فيلمها "أميكو" إلى قسم المسابقات في مهرجان بيا السينمائي الياباني، وهو مهرجان يخصص للأفلام المستقلة ويعد منصة للمخرجين الجدد. وحصد جائزتين من مهرجان الأفلام اليابانية المستقلة (بي إف إف): جائزة الجمهور وجائزة هيكاري التلفزيونية. وأصبحت أصغر مخرجة يتم دعوتها للمشاركة في قسم المنتدى بمهرجان برلين السينمائي الدولي.
وبعد سبع سنوات من فيلمها القصير "أميكو"، اخرجت فيلم "صحراء ناميبيا" وهو أول عمل روائي طويل ليوكو. شارك الفيلم في مهرجان كان السينمائي الدورة السابعة والسبعين وفاز بجائزة لجنة النقاد الدولية، وهي الياباني السادس الذي يفوز بهذه الجائزة.

## الأعمال

### أفلام
- أميكو (2017)
- صحراء ناميبيا (2024)

## الجوائز
- جائزة الجمهور في الدورة التاسعة والثلاثين لمهرجان بيا السينمائي لعام 2017.
- جائزة لجنة النقاد الدولية في مهرجان كان السينمائي الدورة السابعة والسبعين لعام 2024.